# Alan Burton (cầu thủ bóng đá, sinh 1959)
Alan Richard Burton (sinh ngày 11 tháng 1 năm 1939) là một cầu thủ bóng đá người Anh thi đấu ở Football League, ở vị trí tiền vệ chạy cánh trái.